# Alan Ereira
Alan Ereira (Londres, 1943) es un escritor, historiador y cineasta británico.

## Carrera
Educado en la Kilburn Grammar School, Ereira trabajó posteriormente en la BBC en proyectos televisivos y radiales desde 1965, contribuyendo con documentales para la cadena Timewatch, entre otros.
Fue galardonado con el Premio Japón por su documental de 1978 sobre la Batalla del Somme, y con el premio de la Royal Television Society a la mejor serie documental por su obra de 1988 sobre la Armada Invencible.
Colaboró con Terry Jones en las series documentales Crusades (1995), Medieval Lives (2004) y Barbarians (2006), de las que escribió libros complementarios. En 2004 también presentó, escribió y produjo una serie documental de seis partes sobre los reyes y las reinas de Inglaterra para el canal UKTV History.

### Relación con la tribu kogui

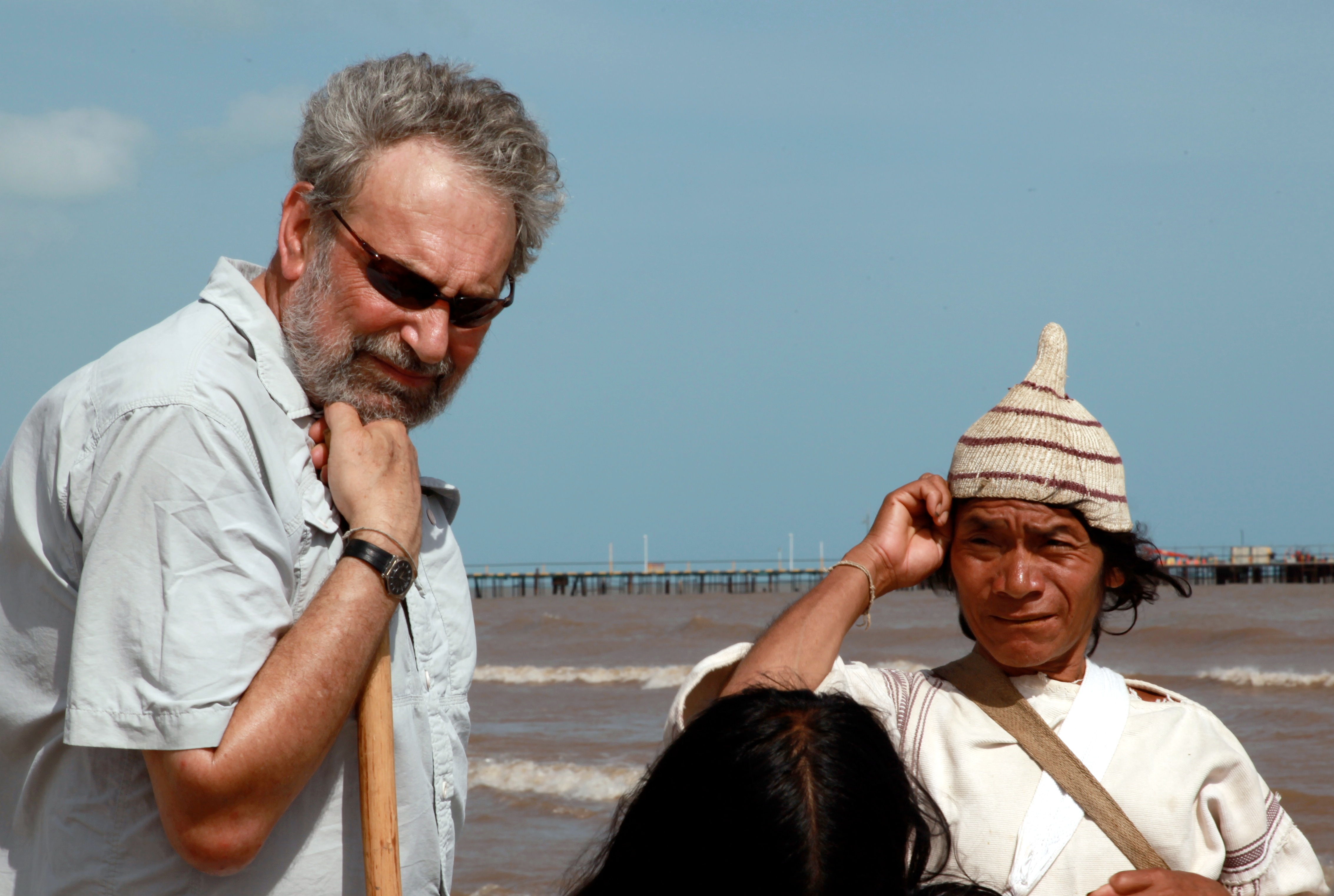
Ereira con un miembro del grupo étnico kogui en Colombia.

Ereira dirigió un documental titulado From the Heart of the World - The Elder Brother's Warning (1990) para la BBC. En esta película documentó sus visitas únicas al pueblo indígena kogui de Colombia, un grupo étnico que sobrevivió a los intentos de los conquistadores españoles de destruirlos refugiándose en lo alto de la zona montañosa de la Sierra Nevada de Santa Marta, donde actualmente habitan. Estas reuniones sólo fueron permitidas por los jefes espirituales de la tribu, quienes normalmente restringen cualquier interacción directa con el mundo moderno. En el caso de Ereira, los indígenas hicieron una excepción, ya que lo veían como el cineasta que querían transmitir su mensaje al mundo.
Ereira considera que los kogui son únicos entre los pueblos indígenas de América, ya que han logrado mantener su cultura tradicional casi intacta. Desde los años 1980, los kogui han advertido, basándose en su observación de los cambios ecológicos en la Sierra Nevada, que el mundo se enfrenta a una catástrofe ecológica. Le pidieron a Ereira que realizara el documental para advertir al resto del mundo que necesita cambiar radicalmente su forma de vida y su actitud explotadora hacia la naturaleza, si quiere evitar esta catástrofe. Ereira escribió más tarde sobre la filmación del documental en su libro El corazón del mundo (1990), reeditado y retitulado como The Elder Brothers (1992) y The Elder Brothers' Warning (2009).
Aluna de 2012 es la secuela del documental From the Heart of the World - The Elder Brother's Warning, en la que contó nuevamente con la colaboración de la tribu.

## Filmografía destacada
- 1988 Armada - productor, escritor y narrador
- 1990 From the Heart of the World - The Elder Brother's Warning - director, productor y escritor
- 1995 Crusades - productor, escritor y narrador
- 2004 Terry Jones' Medieval Lives - productor asociado y escritor
- 2004 Kings and Queens of England - productor, escritor y presentador
- 2006 Terry Jones' Barbarians - productor y escritor
- 2012 Aluna - director, productor y escritor